# Mojmír Povolný
Mojmír Povolný (25. listopadu 1921 Měnín, Československo – 21. srpna 2012 Appleton, Spojené státy) byl český právník, politolog a politik. 
V roce 1947 ukončil studijní obor Právo na Právnické fakultě Masarykovy univerzity. Roku 1948 odešel do exilu, kde se iniciativně účastnil organizování zahraničního odboje. V letech 1974–1993 zastával pozici předsedy Rady svobodného Československa. Tou dobou však již hlavní prapor protinormalizačního odporu přebírala přímo ve vlasti, kde nebyla činnost exulantů dostatečně známa, Charta 77, potažmo z politické scény odstavení proreformní komunisté.

## Život
V období 1993–2011 předsedal nástupnické organizaci exilových krajanů Radě vzájemnosti Čechů a Slováků. Stejně jako jeho předchůdce Petr Zenkl tak zůstal veřejně aktivní až do svých devadesáti let. V Brně roku 1990 spoluzaložil Mezinárodní politologický ústav Masarykovy univerzity a podporoval finančně i odborně jeho činnost, za což 2. května 1991 získal čestný doktorát Masarykovy univerzity.